# 真紅組
真紅組（あかぐみ）は2002年に阿部遼子と後藤佳恵が大阪で立ち上げた演劇プロデュースユニット。

## 公演
- はしひめ Osaka1837（プロデュース公演、2008年9月19-23日 シアターグリーン BOX in BOX THEATER）第20回池袋演劇祭 としまテレビ賞受賞[1]
- N・E・O・N（2009年9月11-13日 一心寺シアター倶楽[2]、2009年10月9-12日 シアターグリーン BOX in BOX THEATER[3]）
- 宵山の音（2014年9月4-7日 シアターグリーン BOX in BOX THEATER）[4] 第24回池袋演劇祭 豊島新聞社賞[5]